# Große Lößnitz
Die Große Lößnitz ist mit 17,8 Kilometern der zweitlängste Zufluss der Flöha.
Sie entspringt bei Großwaltersdorf in etwa 540 Metern über dem Meer und verläuft danach in westnordwestliche Richtung. Unterhalb von Eppendorf bis zur Mündung hat der Wasserlauf ein etwa 100 Meter tief ins Gelände eingeschnittenes Tal herausgearbeitet. Zwischen Lößnitztal und dem ehem. Haltepunkt Metzdorf der Schmalspurbahn Hetzdorf–Eppendorf–Großwaltersdorf mäandriert der Lauf auffallend stark in einer relativ breiten und sichtbar vernäßten Aue. Das sich anschließende Stück bis zur Mündung besitzt hingegen bei nur schmaler Aue ein wesentlich stärkeres Gefälle.
Etwa 400 Meter oberhalb des Einflusses in die Flöha mündet von rechts die südwestlich von Görbersdorf in 465 Metern über dem Meer entspringende Kleine Lößnitz ein.